# Munții Piule-Iorgovanu

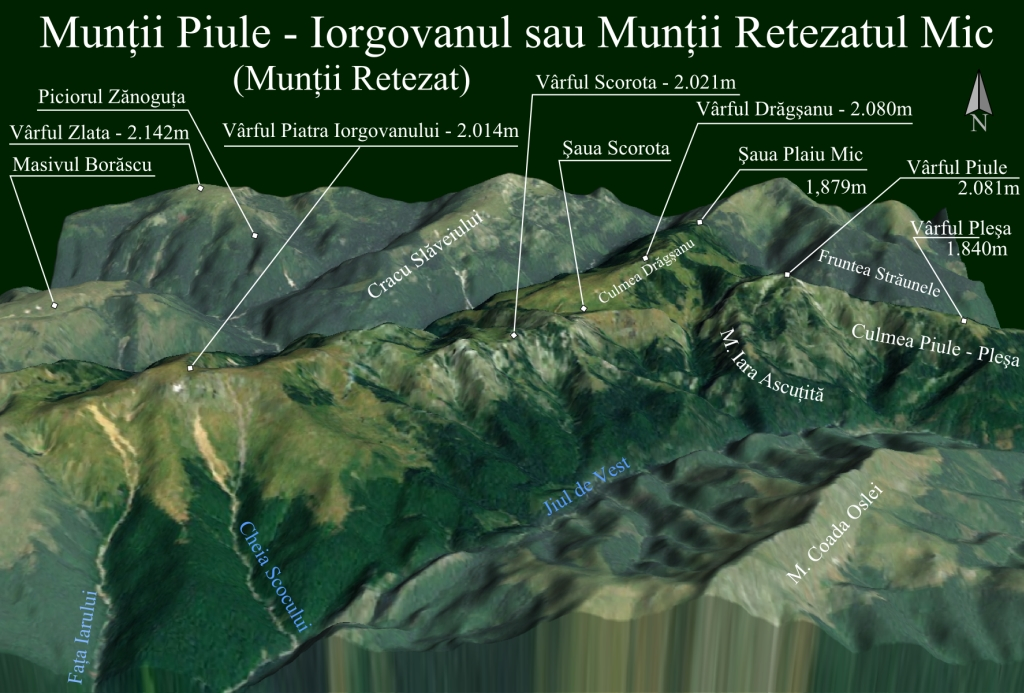
Retezatul Mic 3D

Munții Piule-Iorgovanu, cunoscuți în literatura turistică sub numele de Retezatul Mic, se află situați în partea sudică a Munților Retezat, a căror creastă sudică o continuă către vest, făcând legătura cu Munții Godeanu.

## Caracteristici generale

### Piule-Iorgovanul, grup montan distinct
Aspectul reliefului detașează acești munți atât de Retezatul aflat la nord, cât și de Godeanu, aflat în vest, motiv esențial pentru care sunt considerați un grup montan aparte. Particularitatea lor rezidă în alcătuirea geologică, ce constă în prezența calcarelor jurasice cu grosimi mari, dispuse monoclinal (înclinat). Aceasta face ca relieful carstic să fie dezvoltat, atât prin forme de suprafață (lapiezuri, doline, chei, sectoare de văi seci), cât și de adâncime (peșteri, avene).
Vârfurile cele mai înalte sunt Vârful Piule cu 2.081 m, urmat de Vârful Drăgșanu, cu 2.080 m și Vârful Piatra Iogovanului, cu 2.014 m.

### Numele masivului
Numele masivului provine de la cele două vârfuri mai importante amintite anterior. În morfologia masivului se disting trei sectoare mai importante: Culmea Piule-Pleșa, Zona Albele - Piatra Iorgovanului - Stănuleți și Culmea Drăgșanu. Aceasta din urmă este alcătuită din șisturi cristaline. O altă particularitate care deosebește acești munți de Retezat este extensia mare a suprafețelor de nivelare (în special nivelul Borăscu) și care apropie acești munți mai mult de Godeanu din acest punct de vedere. Această suprafață de nivelare afectează culmea principală, la altitudini de peste 1.800 m, în special Culmea Drăgșanu și zona Albele - Piatra Iorgovanu - Stănuleți.

### Râuri și văi
Văile mai importante formează și limitele unității: Buta (în est), Jiul de Vest (în sud), Soarbele (în vest) și Lăpușnicul Mare (în nord). Celelalte văi sunt de mai mică importanță și în majoritatea timpului seci, datorită dezvoltării lor pe calcare. Se observă o asimetrie în privința dezvoltării văilor: cele de pe versantul sudic, tributare Jiului de Vest sunt mai lungi, dar cu pantă mai redusă, în schimb cele de pe versantul nordic, ce se varsă în Lăpușnicul Mare sunt mai abrupte dar și mai scurte.
Cu toate că râurile existente în acest spațiu se drenează superficial către bazinul Jiului de Vest, cea mai mare parte a apei se infiltrează în subteran, unde, printr-un sistem de circulație carstică este transferată în bazinul Cernei. Ieșirea apelor se face prin Izbucul Cernei, aflat în Munții cernei, pe versantul drept al Cernei, în coada lacului Valea lui Iovan. Traseul subteran parcurs de apă este de 16 km.
Cu toată că înălțimea depășește puțin 2000 m, în Cuaternar acești munți au fost destul de puțin acoperiți de ghețari, doar obârșiile văilor mai importante - Buta, Soarbele, Paltina și Scorota - adăpostind ghețari destul de modești ca dimensiuni. Acest lucru se explică atât prin altitudinea relativ joasă, în comparație cu Masivul Retezat sau chiar cu Masivul Godeanu, cât și prin expoziția sudică (excepție făcând circul Paltina).
Vegetația este alcătuită din păduri de foioase la baza masivului, până la aproximativ 1200 m. De la această altitudine în sus predomină pădurile de molid, până la 1700 m. De la 1700 m în sus este domeniul pajiștilor subalpine și al coniferelor de talie joasă - jneapănul și ienupărul.